# دايفيد روز
دايفيد روز (بالإنجليزية: David Rose)‏ (و. 1910 – 1990 م) هو ممثل، وموزع، وعازف بيانو، وملحن، وكاتب غنائي، ومؤلفو موسيقى تصويرية، من الولايات المتحدة الأمريكية، ولد في لندن، توفي في بربانك، كاليفورنيا، عن عمر يناهز 80 عاماً.

## وصلات خارجية
- دايفيد روز على موقع IMDb (الإنجليزية)
- دايفيد روز على موقع ميوزك برينز (الإنجليزية)
- دايفيد روز على موقع قاعدة بيانات برودواي على الإنترنت (الإنجليزية)
- دايفيد روز على موقع قاعدة بيانات برودواي على الإنترنت (الإنجليزية)
- دايفيد روز على موقع أول ميوزيك (الإنجليزية)
- دايفيد روز على موقع ديسكوغز (الإنجليزية)
- دايفيد روز على موقع قاعدة بيانات الفيلم (الإنجليزية)